# Судовая энергетическая установка
Судовая энергетическая установка — комплекс машин, механизмов, теплообменных аппаратов, источников энергии, устройств и трубопроводов — предназначенных для обеспечения движения судна, а также снабжения энергией различных его механизмов.
Судовая энергетическая установка — бортовой комплекс систем и агрегатов судна, преобразующий первичную энергии органического (химического) или атомного топлива в тепловую энергию, с последующим частичным преобразованием её: 
а) в механическую энергию — потребную для приведения в действие движителя судна и бортовых механических систем и устройств; 
б) в электрическую энергию — потребляемую различными бортовыми системами, устройствами и аппаратурой. 
Судовая энергетическая установка обеспечивает: потребные скорость хода, дальность плавания и маневренность судна; потребное функционирование систем бортового оборудования и вооружения; необходимые условия для нормальной жизнедеятельности экипажа.
```
В состав энергетической установки входят:
```

- ГЭУ — главная энергетическая установка (приводящая судно в движение и работающая на собственные нужды). ГЭУ совместно с гребным двигателем, валопроводом и движителем образует пропульсивную установку.
- Вспомогательная энергетическая установка — вспомогательные дизельные генераторы, котлы, опреснительные установки, насосы, компрессоры сжатого воздуха. Назначение вспомогательной ЭУ - обеспечение электрической и тепловой энергией всех систем судна, которые не относятся к пропульсивной установке. К таким системам относятся системы кондиционирования воздуха, системы перекачки жидкого груза и поддержания его параметров на танкерах, газовозах, системы балласта(забортной воды), системы приготовления воды для бытовых нужд, системы успокоения качки, системы отопления и многие другие.

На современных судах разделение установки на главную и вспомогательную может быть весьма условным, например на теплоходах типа "Oasis" дизельные генераторы обеспечивают энергией все системы судна, включая пропульсивную установку.
Различают следующие виды ЭУ:

#### Паросиловая ЭУ
В этой установке перегретый водяной пар высокого давления (температура более 300°С,  давление более 50 бар) вырабатывается в главном котле или в ядерном реакторе. Перегретый пар поступает в или паровую турбину, которая через многоступенчатый редуктор приводит в движение гребной винт или генератор. Отработавший пар поступает в конденсатор, в котором поддерживается вакуум для более полного использования энергии пара. Образовавшаяся вода поступает в теплый ящик, затем к питательным насосам котла или ядерного реактора.
Для больших судов этот тип до середины 20 века был основным, но сейчас он вытесняется мощными дизельными энергетическими установками.

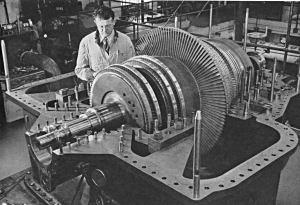
Судовая паровая турбина средней мощности со снятой верхней крышкой.

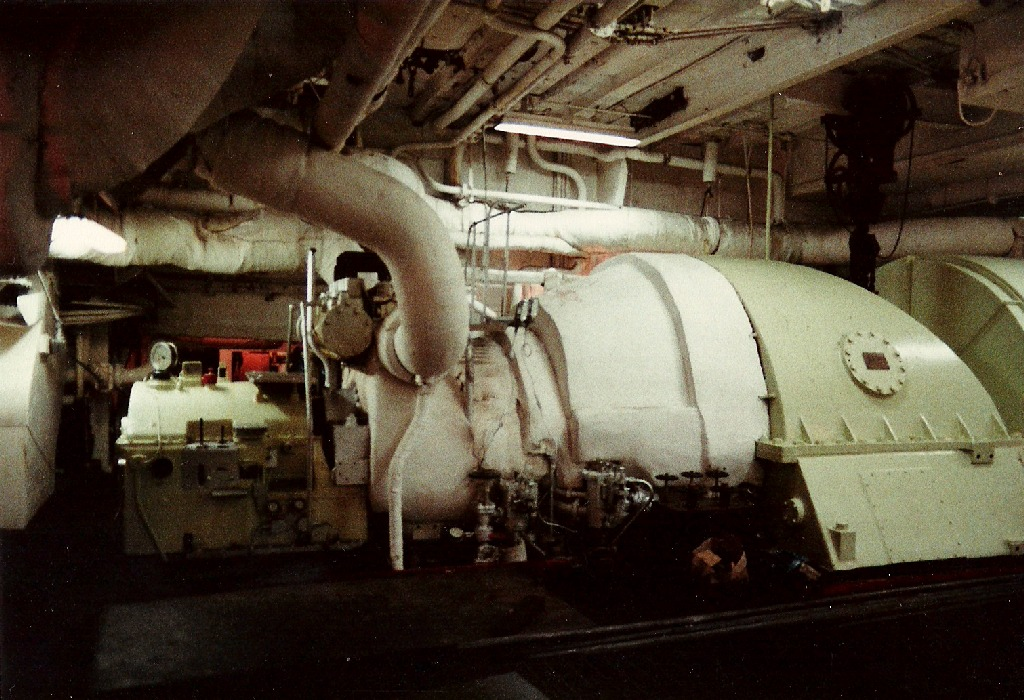
Главный турбогенератор паротурбохода "Канберра".

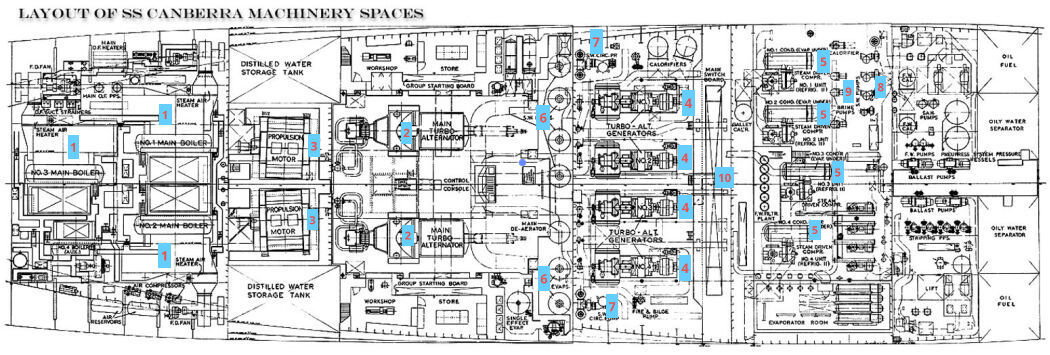
Машинно-котельное отделение (теплоход "Канберра"). 1- главные паровые котлы на жидком топливе, 2- главные турбогенераторы, 3-гребные электродвигатели, 4-вспомогательные турбогенераторы, 5- конденсаторы пара в сборе с вакуумными компрессорами, 6- опреснительные установки, 7-насосы забортной воды, 8- насосы охлаждения конденсаторов пара, 9- питательные насосы, 10- главный распределительный щит.

#### Дизельная ГЭУ

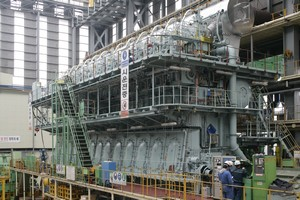
Двухтактный судовой двигатель MAN B&W.

Основой классической дизельной ГЭУ является низкооборотный двухтактный дизельный двигатель. Исполнение двигателя только рядное, количество цилиндров обычно не менее 6. Двигатель соединяется с гребным валом напрямую без каких либо-передач. Для реверсирования гребного винта изменяется порядок работы цилиндров и двигатель запускается в другую сторону. Поскольку судно имеет обычно только один подобный двигатель, его конструкцию стремятся сделать максимально надежной. Двигатель может продолжать работать при выходе из строя одного или нескольких цилиндров, при выходе из строя турбокомпрессора, при загрязнении масла, при затоплении или пожаре в машинном отделении. Скорость вращения коленчатого вала таких двигателей, как правило не превышает 250 об/мин.
Ярким примером является самый мощный двигатель в мире Wärtsilä-Sulzer RTA96-C, развивающий мощность 80 МВт при 102 об/мин.
Данная судовая установка является строго главной и для привода вспомогательных механизмов обычно не применяется.

#### Дизель-редукторная ГЭУ
Установка включает в себя один или несколько дизельных двигателей, которые работают через редуктор на вал гребного винта. Каждый двигатель может иметь как свой редуктор и свой гребной винт, так и два двигателя могут работать на общий редуктор гребного вала. Отличие от классической судовой дизельной ГЭУ состоит в том, что дизельные двигатели применяются в общем те же, которые используются на дизельных электрических станциях и тепловозах. Эти двигатели, как правило четырехтактные, с скоростью вращения коленчатого вала 700-1500 об/мин, но имеют специальное морское исполнение.

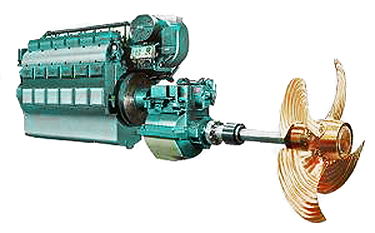
Среднеоборотный судовой дизельный двигатель, реверсивный редуктор и гребной винт.

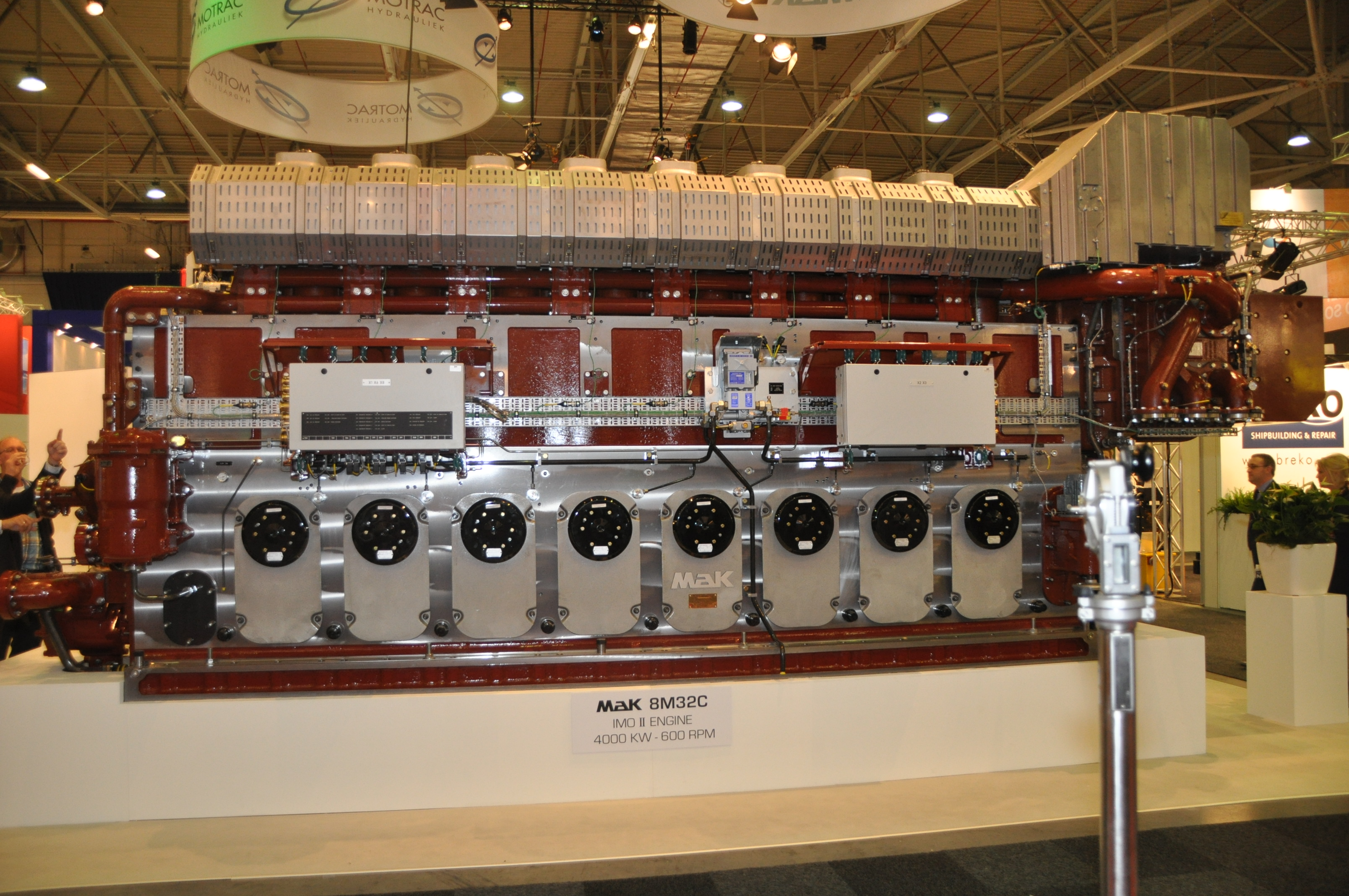
Среднеоборотный дизельный двигатель MAK 8M32C.

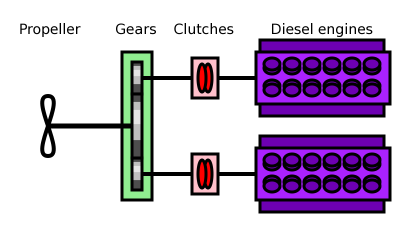
Схема дизельной ГЭУ с общим редуктором.

#### Дизель-электрическая ЭУ

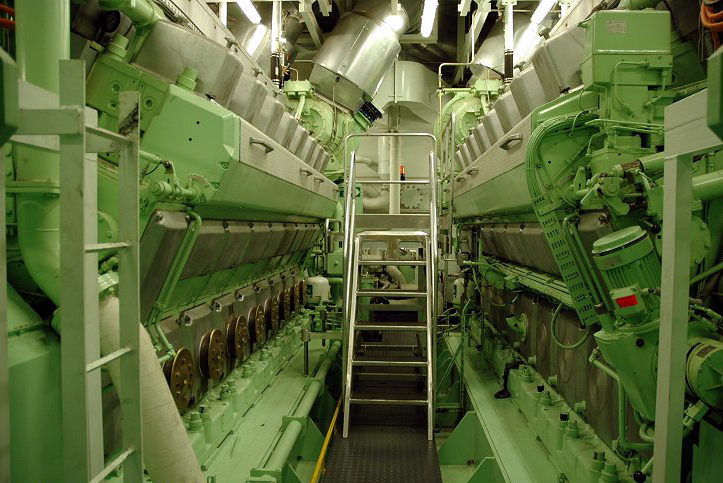
Дизель-генераторы УДК Mistral.

Основой установки являются дизельный двигатель и генератор, смонтированные на подрамнике и образующие дизель-генератор. На судне не может быть менее двух дизель-генераторов, обычно их количество составляет не менее трех и может доходить до восьми. Дизель-генераторы могут использоваться для привода гребных электродвигателей (главный дизель-генератор) или использоваться в дополнение к классической дизельной ГЭУ или к дизель-редукторной ГЭУ (вспомогательный дизель-генератор), вырабатывая электроэнергию для судовых нужд.

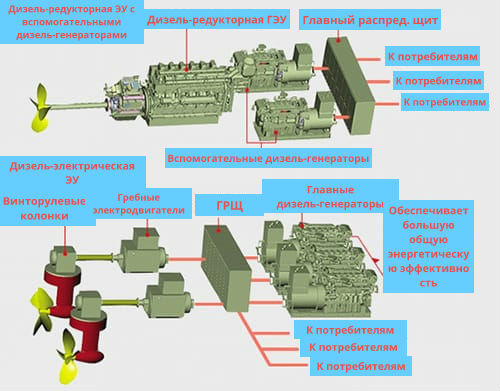
Схемы энергетических установок с вспомогательными дизель-генераторами(вверху) и с главными дизель-генераторами(внизу).

Например, дизель-электрическая установка круизных судов типа Oasis включает в себя шесть дизель-генераторов общей мощностью от 132 000 л.с. ЭУ снабжает электроэнергией три гребные установки Azipod мощностью 20 МВт каждая, четыре подруливающих устройства мощностью по 5,5 МВт, и обеспечивает прочие нужды судна.

#### Газотурбинная ЭУ
Основой установки является мощная газовая турбина, работающая обычно на флотском мазуте, которая через многоступенчатый редуктор приводит в движение гребной винт или генератор без использования редуктора. 
Преимущества — простота и высокая удельная мощность, недостатки — низкая топливная экономичность. 
Такие установки применяются в основном на военных кораблях.
На гражданских судах:

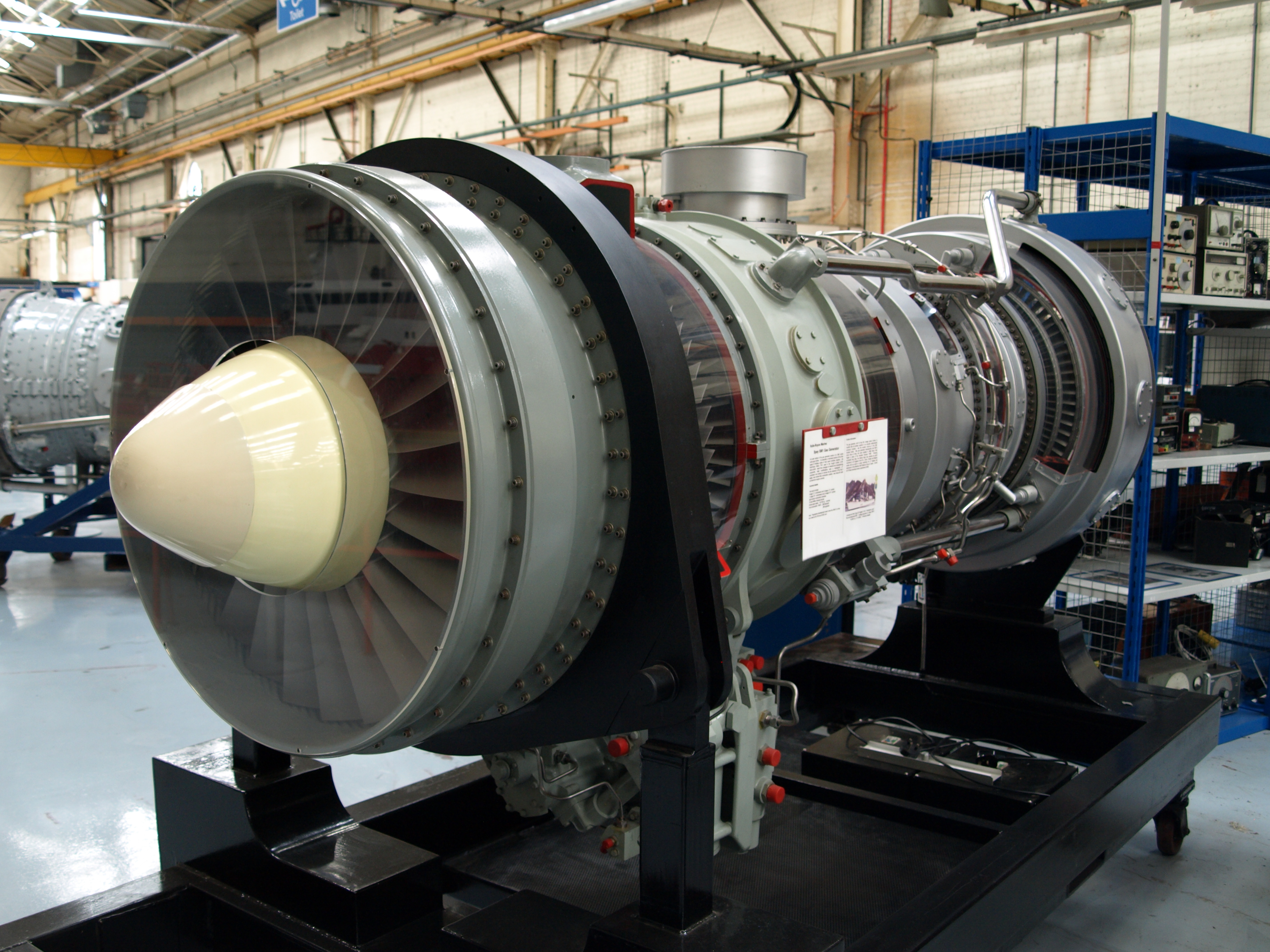
Газовая турбина Rolls-Royce Marine Spey. Устанавливались на Фрегаты типа 23.

- Плавучие электростанции «Северное сияние» были оснащены двумя газовыми турбогенераторами по 12 МВт и были построены для электроснабжения отдаленных районов.
- Буревестник (тип судов на подводных крыльях)  - были установлены два ГТД авиационного типа.
- Циклон (тип судов на подводных крыльях) - был установлен дизельный 42-цилиндровый двигатель М-501 и ГТД авиационного типа, работающие на общий редуктор.

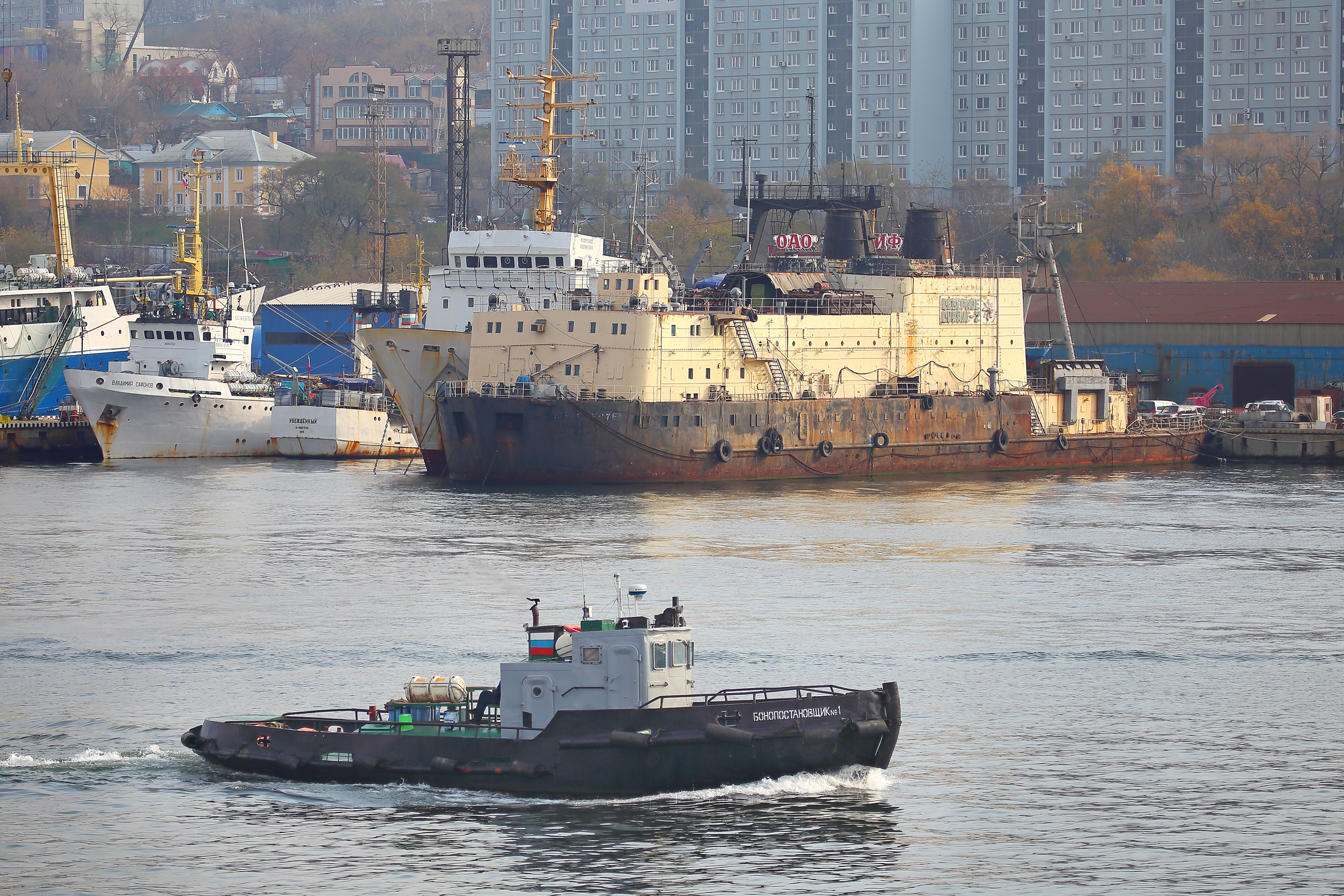
Плавучая генераторная электростанция «Северное сияние».

#### Ядерная ЭУ
Этот класс установок является отдельным видом паросиловой установки (см. выше). Высокотемпературный перегретый пар вырабатывается одним или несколькими ядерными реакторами и направляется в паровые турбины, который могут работать через редуктор на гребной винт или приводить в движение генератор. Отличия от паросиловой ЭУ — гораздо более высокие требования к резервированию, надежности, материалам, и к радиационной защите. Установка включает в себя и резервную дизель-электрическую ЭУ.
На судне энергетическую установку размещают в специальных помещениях:
- Машинные отделения
- Котельные отделения
- Реакторный отсек
- Отделения вспомогательных механизмов — в том числе: дизельгенераторное, холодильное, компрессорное, аккумуляторное и др.